# Az angol, aki dombra ment fel és hegyről jött le
Az angol, aki dombra ment fel és hegyről jött le (eredeti cím: The Englishman Who Went Up a Hill But Came Down a Mountain) 1995-ben bemutatott brit filmvígjáték, melyet Ifor David Monger és Ivor Monger történetéből Christopher Monger írt és rendezett. A film alapjául az a történet szolgált, amit Christopher Monger a nagyapjától hallott a valós Ffynnon Taf nevű településről és a közelben levő Garth-hegyről.

## Cselekmény
A történet 1917-ben, az első világháború idején játszódik. Ekkor érkezik két angol térképész, az idősebb Garrad (Ian McNeice), és a fiatalabb Anson (Hugh Grant) egy Walesben található faluba. A helyi Ffynnon Garw nevű hegyet jöttek lemérni. Eredményül az jön ki, hogy alacsonyabb 1000 lábnál, ezért csak domb. A helyiek „kanos” Morgan (Colm Meaney) javaslatának a tiszteletes (Kenneth Griffith) által módosított változata alapján elkezdik a walesi nyelven Ffynnon Garw-t megemelni. Eközben mindent megtesznek, hogy a két angol ottmaradjon.
A munkálatokat nem tudják időben befejezni a tiszteletes halála miatt. Csak napnyugtára lesznek készen, amikor is nem lehet mérni, de másnap a két angol már indulna tovább más tájakra.
Anson ottmarad, megvárni a napkeltét Bettyvel (Tara Fitzgerald). Így leméri a hegyet, és az az eredmény születik, hogy 1000 lábnál egy kicsivel magasabb, így tényleg hegy. A történet végén Anson Bettyvel összeházasodik.
A legvégső fordulat az, hogy később újra lemérték, és 1000 lábnál alacsonyabb a Ffynnon Garw. Ekkor már egy másik nemzedék tagjai kezdik el újra magasítani.

## Szereplők
| Színész          | Szerep                   | Magyar hang       |
| ---------------- | ------------------------ | ----------------- |
| Hugh Grant       | Reginald Anson           | Stohl András      |
| Ian McNeice      | George Garrad            | Bitskey Tibor     |
| Tara Fitzgerald  | Betty                    | Nyírő Beáta       |
| Colm Meaney      | Kanos Morgan             | Csuja Imre        |
| Kenneth Griffith | Robert Jones tiszteletes | Dobránszky Zoltán |
| Ieuan Rhys       | Thomas őrmester          | Bognár Zsolt      |

## Érdekesség
A film egyik érthetetlen poénja az, amikor az angolok autójának szerelése közben a szerelő kivesz egy tárgyat a gépjármű motorjából és azt mondja, „nem tudom ezt angolul hogy hívják, mi walesiül bethyngalw-nak hívjuk”. Ez a szó körülbelül azt jelenti: „mittudomén”.

## Fordítás
- Ez a szócikk részben vagy egészben  a   The Englishman Who Went Up a Hill But Came Down a Mountain című angol Wikipédia-szócikk fordításán alapul.  Az eredeti cikk szerkesztőit annak laptörténete sorolja fel. Ez a jelzés csupán a megfogalmazás eredetét és a szerzői jogokat jelzi, nem szolgál a cikkben szereplő információk forrásmegjelöléseként.